# Naustdalstunnel
Der Naustdalstunnel ist ein einröhriger Straßentunnel zwischen Jonstad in der Kommune Sunnfjord und Svarthumle in der Kommune Kinn in der Provinz Vestland. Der Tunnel ersetzte den alten Weg über Ramsdalsheia, der im Winter häufig unbefahrbar war. Der alte Weg ist seit 2006 wieder im Sommer geöffnet. Der Tunnel im Verlauf des Riksvei 5 ist 5970 m lang.
Siehe auch: Verkehrstunnel in Norwegen